# Georg Thurzo

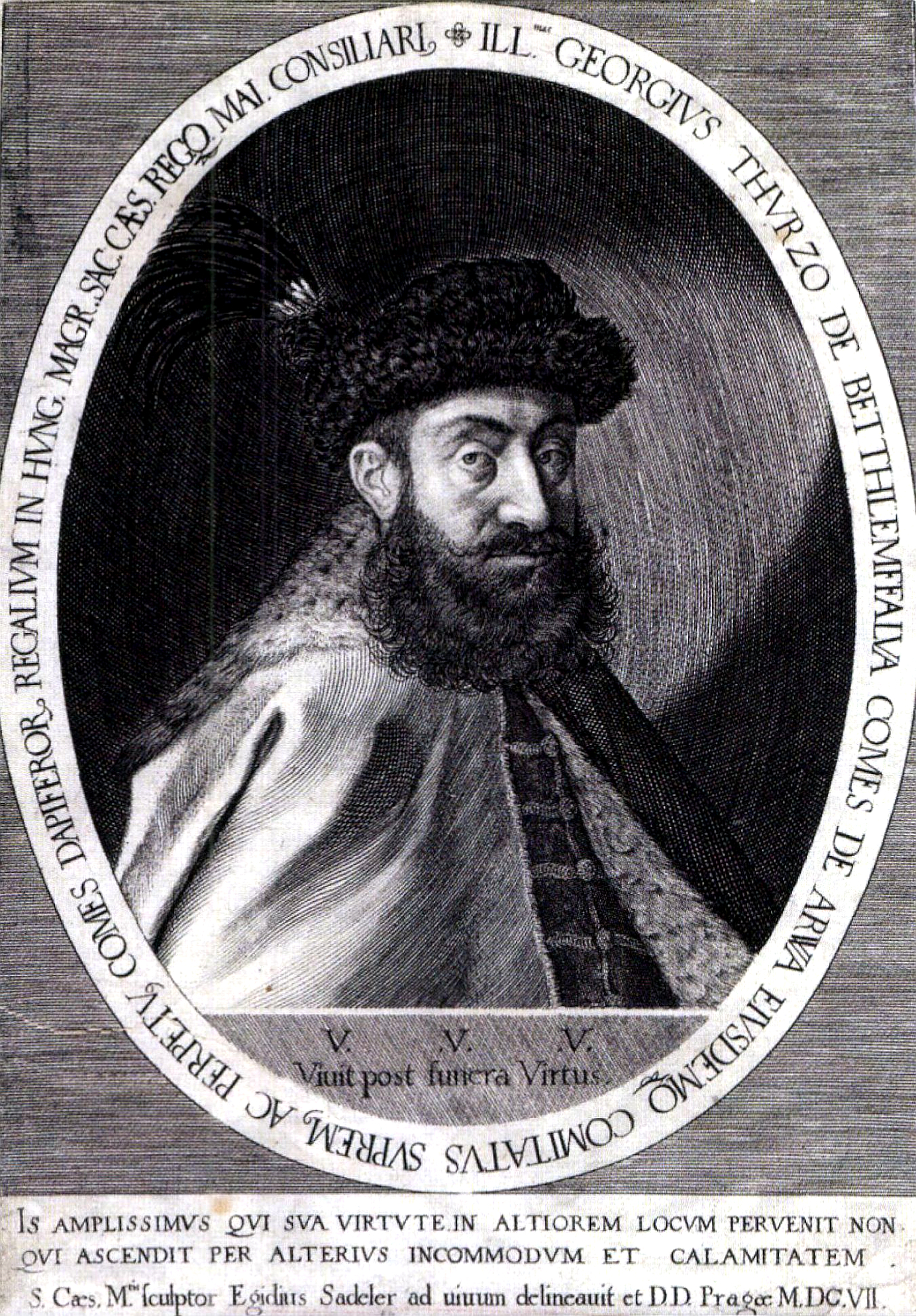
Georg Thurzo

Georg III. Thurzó von Bethlenfalva (ungarisch Bethlenfalvi Thurzó György, slowakisch Juraj (VII.) Turzo, * 2. September 1567 in Zsolnalitva; † 24./26. Dezember 1616 in Nagybiccse) war ungarischer Adeliger aus dem Hause Thurzo.

## Leben
Georg Thurzo (auch als Georg IV. bzw. V. bezeichnet) war ab 1585 Gespan des oberungarischen Komitats Árva sowie ab 1606 Graf und ungarischer Palatin. Er war der Sohn von Franziskus I. Thurzo, Bischof von Nitra, und der Katharina Zrinska. Thurzo war Militär und nahm an zahlreichen Schlachten gegen die Türken im Langen Türkenkrieg teil. Außerdem war er ein bekannter Diplomat sowie Unterstützer der Slowaken und des Protestantismus.
Ab 1598 war er Berater Kaiser Rudolfs II., ab 1599 königlicher Mundschenk, ab 1602 Hauptmann der transdanubischen Streitkräfte und Hauptgeldgeber der Festungsbesatzung in Neuhäusel. Als Palatin konvertierte er 1610 von der lutherischen (Evangelische Kirche A. B.) zur katholischen Kirche.
Konsequent setzte er die Regel „Cuius regio, eius religio“ um und dies auch mit Gewalt an den Katholiken im Komitat Árva.
Zur Zeit der ständischen Bocskai-Aufstände begab er sich nicht auf die Seite der Aufständischen und daher wurde sein Besitz geplündert.
Im Jahre 1605 eroberten die Truppen Bocskais seine Herrschaft am Schloss Bytča und beraubten selbst das Grab seines Vaters. Teile des Raubgutes fand man in dem Dorf Bodiná. Thurzo ließ einige Dorfbewohner ohne Richterspruch hängen und das Dorf anzünden. Später fand man jedoch heraus, dass die Dorfbewohner unschuldig waren und die Söldner Bocskais das Diebesgut dort nur versteckt hatten. Unter dem Vorwand einer Begnadigung wurde auch der Raubritter Telekessy nach Bytča gerufen; Thurzo ließ ihn aber verhaften und nach Pressburg bringen, wo er enthauptet wurde.
Ende 1610 verhaftete er die Gräfin Elisabeth Báthory im Auftrag des ungarischen Königs, setzte sie auf ihrem Schloss gefangen und organisierte den Prozess.
Als Förderer des Humanismus galt er als Mäzen vieler Künstler und Gelehrter. So wurde sein Herrschaftssitz in Bytča ein kulturelles Zentrum, wo Theatervorführungen, Konzerte sowie theologisch-philosophische Dispute stattfanden und sich eine große Bibliothek befand.

## Verwandtschaft
Georg Thurzo war verheiratet mit Sophie Forgács (1568–1590), später mit der Baronin Elisabet Czobor (ungar. Czobor Erzsébet) († 1626). Er liegt begraben auf der Arwaburg.
Aus der zweiten Ehe ging 1598 ein einziger Sohn, Emmerich, hervor, der im Jahre 1621 23-jährig plötzlich verstarb. In modernen Quellen heißt es, dass er auf Befehl des Sohnes von Elisabeth Báthory, Paul Nádasdy ermordet wurde, weil er an Friedensverhandlungen zwischen Gábor Bethlen und dem Kaiser in Mikulov teilgenommen hatte.
Mit dem Tode Emmerich Thurzos im Jahre 1621 starb das Geschlecht aus.